# Nervous Breakdown (EP)
Nervous Breakdown es el EP debut de la banda estadounidense de hardcore punk Black Flag, lanzado en 1978 por la discográfica SST Records. Fue también el primer lanzamiento de la compañía SST.

## Historia de la grabación
La grabación fue financiada por Greg Ginn con las ganancias que había obtenido con su radio de negocios electrónicos, Solid State Transmitters (SST). A través del productor Spot, un aprendiz de ingeniero a quien Ginn ya había conocido por vivir en Hermosa Beach, California, la banda comenzó a grabar en el Media Art, un estudio que había finalizado recientemente su construcción.
La grabación original se suponía que sería lanzada por Bomp! Records, pero la banda sintió que la disquera estaba tardando demasiado para poner la grabación en marcha. Eventualmente la banda llevó los derechos originales, ya que Ginn puso un poco más de sus ganancias.
Es comúnmente mal interpretado que Spot fue el productor e ingeniero de Nervous Breakdown. En sus notas para la antología de outtakes de 1982 Everything Went Black Spot señaló que participó como aprendiz de ingeniero en las sesiones, se limitó a configurar los micrófonos durante el periodo de grabación y haciendo mezclas en bruto para que la banda pueda ir escuchando.
El lanzamiento inicial de Nervous Breakdown fue de 300 copias. Los Black Flag fueron capaces de utilizar el disco como "un símbolo de legitimidad" para empezar a conseguir lugares para actuar en vivo en el área de Los Ángeles (de acuerdo con Dukowski).
Otras cuatro canciones fueron registradas durante la grabación, "Gimmie Gimmie Gimmie", "I Don't Care", "White Minority" y "No Values", los cuales más tarde fueron lanzados en el álbum recopilatorio Everything Went Black.

## Historia del relanzamiento
El EP todavía se encuentra en circulación en su formato original (vinilo de 7"), en Sencillo en CD de 5", como parte de la antología The First Four Years. A veces también estuvo disponible en Sencillo en CD de 3" y 10" y como parte de la compilación de varios artistas de SST singles The 7 Inch Wonders of the World.

## Lado A
Todas las canciones escritas y compuestas por Greg Ginn, except where noted. 
| Lado A |                     |          |  |
| N.º    | Título              | Duración |  |
| 1.     | «Nervous Breakdown» | 2:07     |  |

## Lado B
| Lado B |                               |          |  |
| N.º    | Título                        | Duración |  |
| 1.     | «Fix Me»                      | 0:55     |  |
| 2.     | «I've Had It»                 | 1:20     |  |
| 3.     | «Wasted» (Keith Morris, Ginn) | 0:51     |  |

## Personal
- Keith Morris – Cantante
- Greg Ginn – Guitarra
- Chuck Dukowski – Bajo
- Brian Migdol – Batería

### Producción
- Black Flag - Productor discográfico
- David Tarling – Ingeniero de sonido
- Spot – Ingeniero de sonido, Ingeniero de mezcla
- Raymond Pettibon – arte